# Jessica Lennartsson och Andreas Berg
Jessica Lennartsson och Andreas Berg var ett danspar i tävlingsdansen boogie woogie. Båda är ursprungligen från Hedemora, Dalarnas län, men tävlade för EBBA dansklubb i Stockholm.

## Meriter
| År   | Tävling            | Placering             |
| ---- | ------------------ | --------------------- |
| 2001 | NM SM              | 2:a                   |
| 2002 | SM EM VM           | 1:a 2:a 1:a           |
| 2003 | VM SM EM VC        | 1:a 3:e 1:a (totalt)  |
| 2004 | SM VM              | 2:a                   |
| 2005 | SM EM VM           | 2:a                   |
| 2006 | EM                 | 1:a                   |
| 2007 | SM VM Idrottsgalan | 1:a Sportspegelpriset |